# Erin Hunter

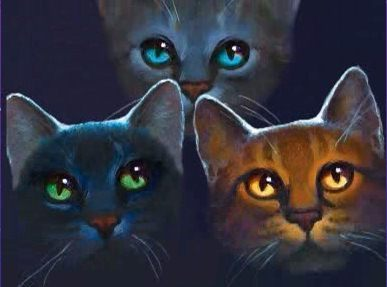
Personajes principales del arco Power of Three de la serie Los gatos guerreros

Erin Hunter es un colectivo de escritoras formado por Victoria Holmes, Kate Cary, Cherith Baldry, Inbali Iserles, Tui T. Sutherland, Kasey Widhalm y Rosie Best, especializado en novelas juveniles y de fantasía, con la participación de animales en sus historias. Su serie de novelas más reconocida es Los gatos guerreros, una extensa serie de libros cuyo primer ejemplar fue publicado en 2003. Cada uno de los autores interpreta un rol diferente: Holmes crea la sinopsis de cada libro, y los demás colaboran en la escritura en general. Aunque Dan Jolley no hace parte como tal del colectivo Erin Hunter, colabora en la creación de un manga relacionado con la obra literaria del grupo.

## Estilo
Victoria Holmes ha comparado el estilo de los autores con un idioma diferente en el que una línea o una palabra extraviada puede sobresalir. Holmes dice que ella se encarga de editar y asegurarse de que el libro "suene" correctamente. Todos los libros de Erin Hunter están narrados en tercera persona, aunque el personaje central cambia de una serie a otra, de un libro a otro y a veces de un capítulo a otro. Su famosa serie de novelas "Gatos guerreros" trata cuatro clanes de gatos salvajes, que se pelean entre ellos por discusiones constantes.